# Cassidina sulcata
Cassidina sulcata är en kräftdjursart som beskrevs av Thielemann 1910. Cassidina sulcata ingår i släktet Cassidina och familjen klotkräftor. Inga underarter finns listade i Catalogue of Life.